# 黄喉黑伏翼
黄喉黑伏翼（学名：Arielulus torquatus）也称黃喉家蝠，一种分布于台湾的蝙蝠，隶属于蝙蝠科金背伏翼属。也有资料将本种归入金颈蝠属（Thainycteris），称黄颈蝠。